# Association sportive Vacoas-Phoenix
L'AS Vacoas-Phoenix est un club de football mauricien basé à Vacoas. L'équipe dispute ses matchs à domicile au Stade George-V, d'une capacité de 6 200 places.

## Palmarès
- Ligue des champions de la CAF :
  - Tour préliminaire : 2000
- Coupe de la confédération :
  - 1er tour : 2009
- Coupe de Maurice (1)
  - Vainqueur : 2010
  - Finaliste : 2008, 2019
- Coupe de la République (1)
  - Vainqueur : 2006